# Pfarrkirche Ebbs

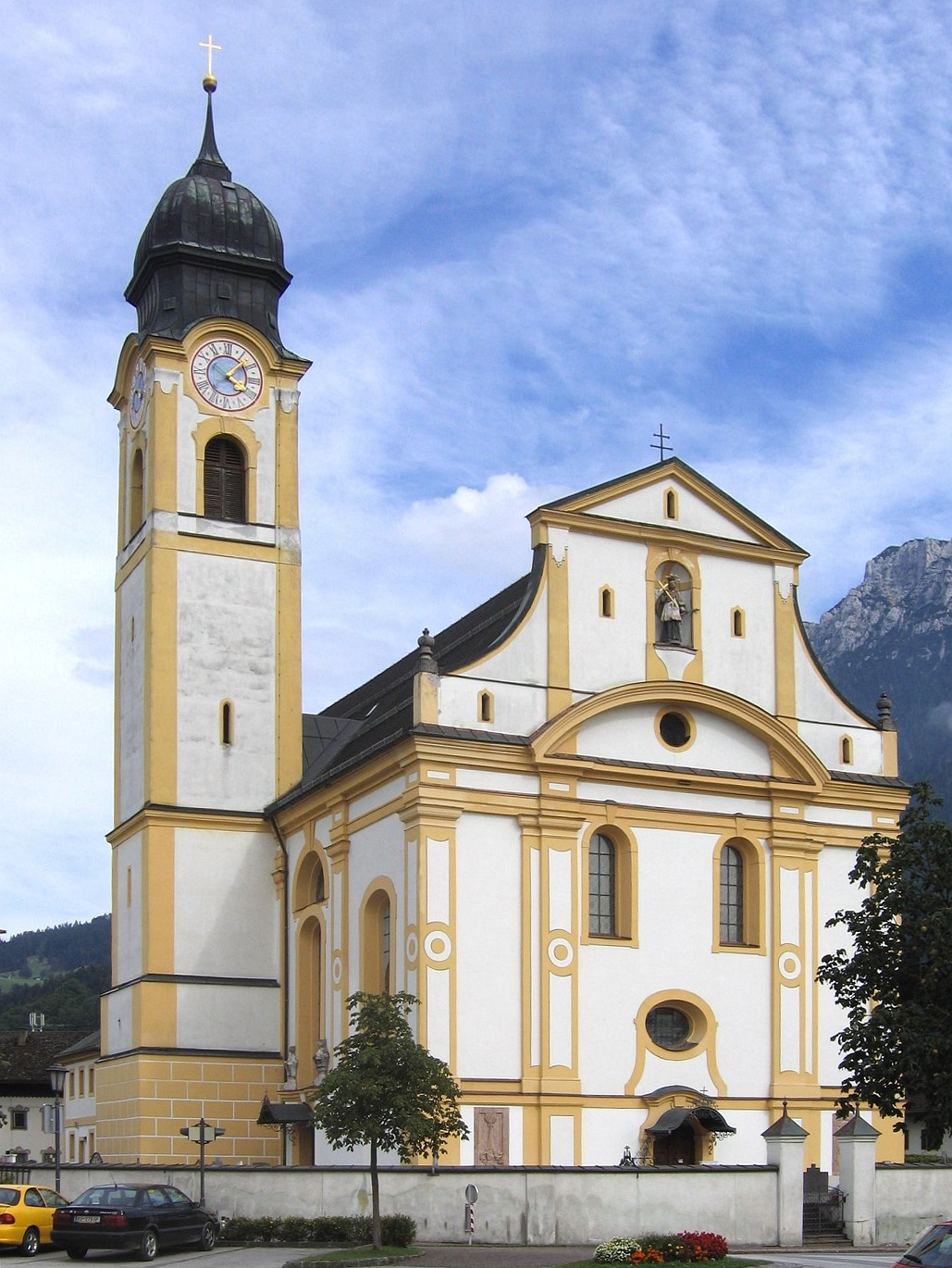
Katholische Pfarrkirche Mariä Himmelfahrt in Ebbs

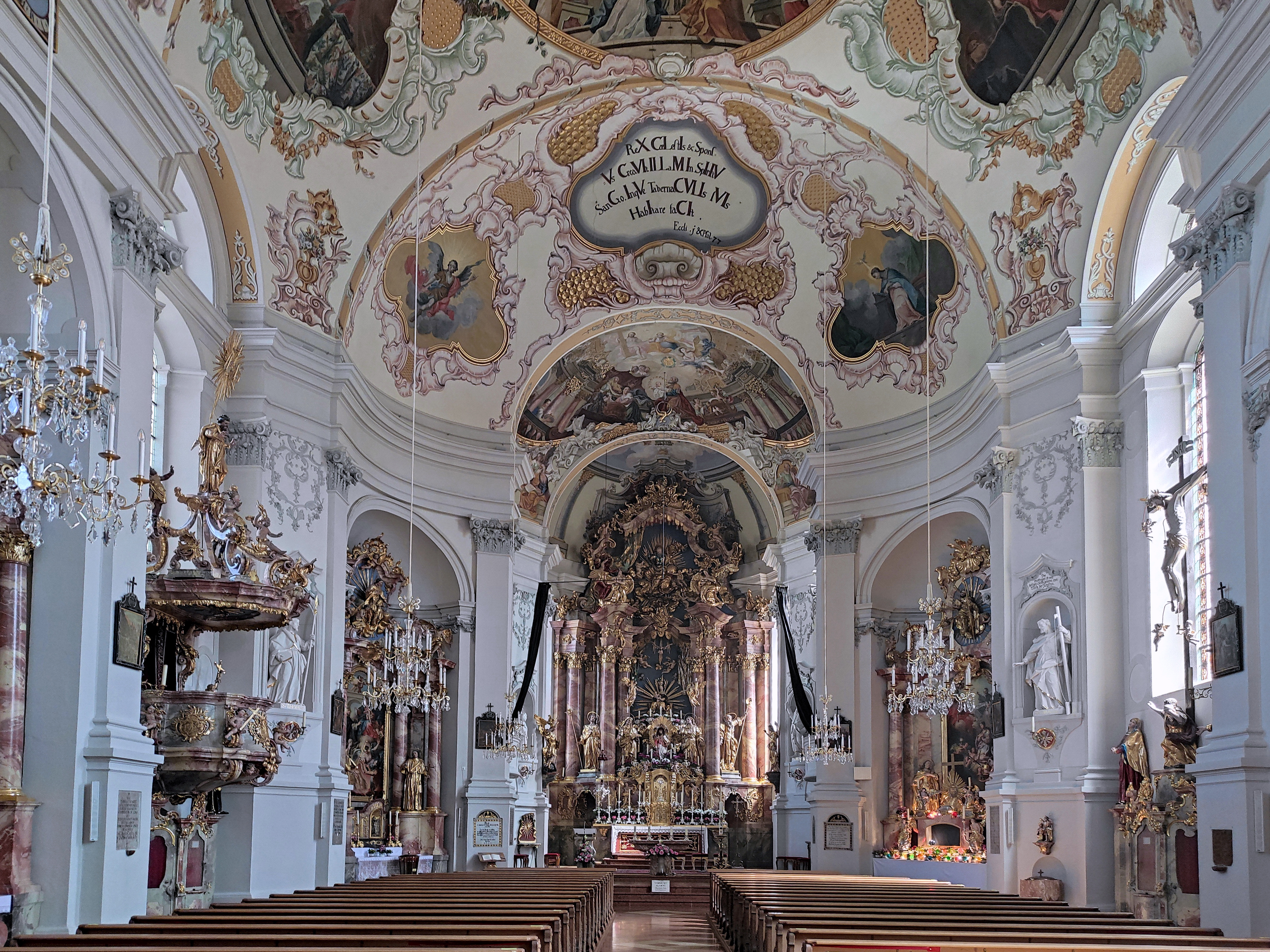
Zentralraum, Blick zum Chor

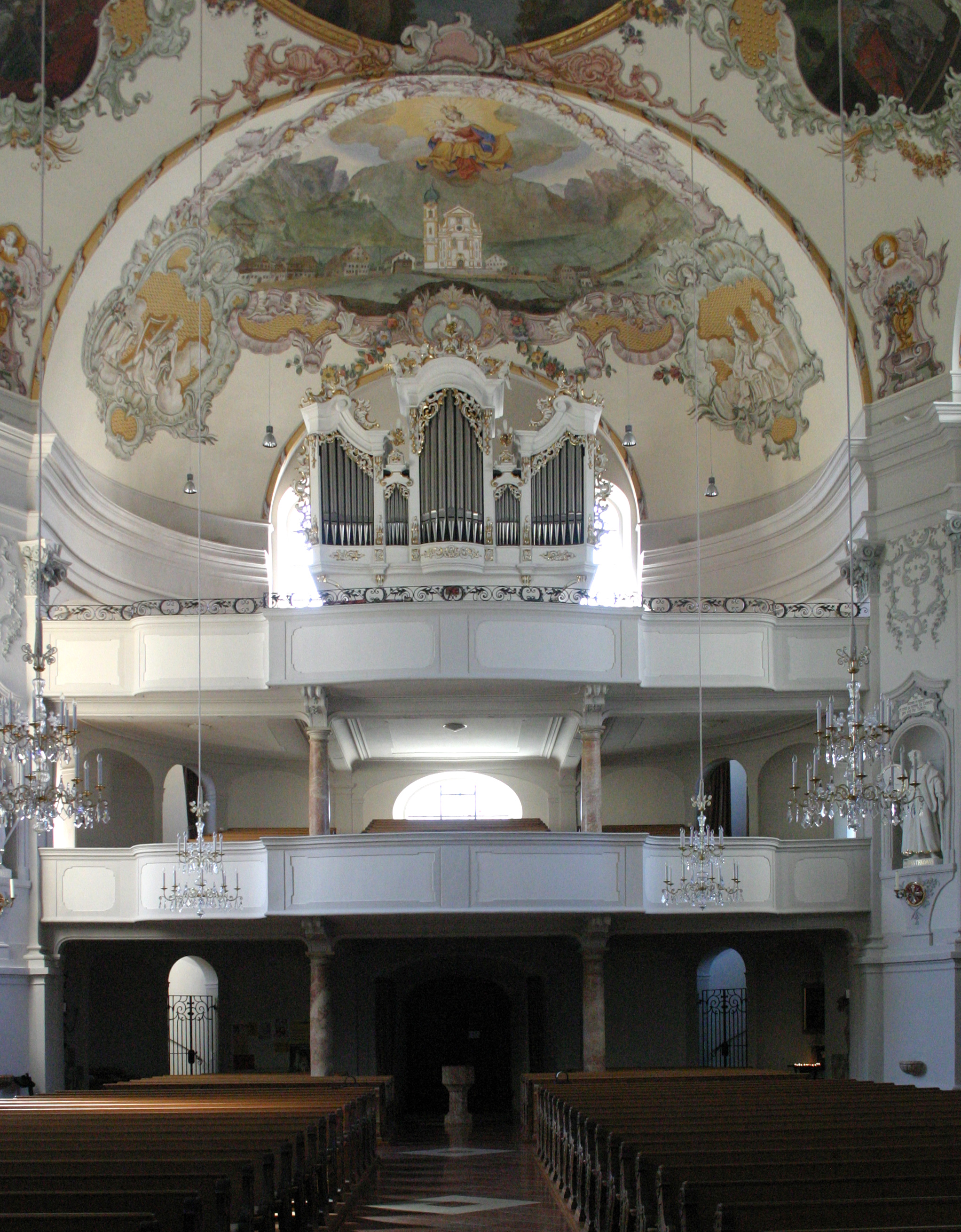
Zentralraum, Blick zur Empore

Die römisch-katholische Pfarrkirche Ebbs steht in der Gemeinde Ebbs im Bezirk Kufstein in Tirol. Die dem Patrozinium Mariä Himmelfahrt unterstellte Pfarrkirche gehört zum Dekanat Kufstein in der Erzdiözese Salzburg. Die Kirche steht unter Denkmalschutz (Listeneintrag). Die Kirche wird auch „Ebbser Dom“ oder „Unterländer Dom“ genannt.

## Baubeschreibung
Die Kirche wurde von 1748 bis 1756 von Abraham Millauer errichtet; hierbei wurde die 1163 von Erzbischof Eberhard I. von Salzburg geweihte romanische Vorgängerkirche vollständig abgebrochen. Bei dieser Kirche handelt es sich um einen spätbarocken Kirchenbau. Die von außen schmucklos wirkende Kirche ist von innen prachtvoll geschmückt und verziert. Besonders erwähnenswert ist das Prunkstück, das Gnadenbild der Mutter Gottes. Dieses befindet sich im Hochaltar und stammt von Josef Martin Lengauer. Die handgeschnitzte Madonna, welche ein Kind trägt, stammt wohl noch aus dem Vorgängerbau der jetzigen Kirche. In der Kirche gibt es auch noch Deckengemälde von Josef Adam Mölk. Weiterhin auch Fresken, welche aus dem Leben der Mutter Gottes erzählen. Über dem Hochaltar zeigen sich die Geburt von Maria und im Langhaus die Vermählung und die Himmelfahrt. Die Orgel mit 23 Registern stammt von Reinisch-Pirchner Orgelbau aus dem Jahr 1976.

## Glocken
Das Geläute besteht aus fünf Glocken und ist in der Tonfolge b0-d1-f1-g1-b1 gestimmt. Es wurde 1949/1950 von der Glockengießerei Pfundner gegossen. Im Jahre 2006 wurde die große Glocke aufgrund eines Sprunges von Rudolf Perner neu gegossen. Dabei wurde das Geläute grundsaniert. Bei den beiden großen Glocken wurden die in Tirol üblichen Klöppelfänger abmontiert, die alten Klöppel mit Gegengewichtsklöppel ersetzt und der Läutewinkel wurde erheblich reduziert. Nur die drei kleinen konnten im Originalzustand erhalten bleiben. Dadurch entstand ein inhomogenes Klangbild, was seit etwa 2015 durch eine erneute Sanierung behoben wurde. Die Turmfenster bekamen Jalousien und an den beiden großen Glocken wurden wieder Klöppelfänger montiert.